# 공주 마곡사 동제은입사향로
공주 마곡사 동제은입사향로(公州 麻谷寺 銅製銀入絲香爐)는 대한민국 충청남도 공주시 사곡면, 마곡사에 있는 향로이다. 1973년 12월 24일 충청남도의 유형문화재 제20호로 지정되었다.

## 개요
향로란 절에서 마음의 때를 씻어준다는 의미를 가진 향을 피우는데 사용한 도구이다.
높이 20.2㎝, 입 지름 19.5㎝인 이 향로는 나팔모양의 높은 받침대를 가지고 있다. 입부분은 넓은 테가 있고, 테에는 8개의 구름무늬를 새겼다. 몸통 가운데에는 4곳에 원을 만들고, 그 안에 범자를 써 넣었으며, 나머지 공간에는 덩굴무늬로 채웠다. 몸통 맨 아래에는 굵은 선으로 연꽃잎을 새겼다. 나팔모양의 받침대에는 윗부분에 구름과 엎어놓은 연꽃잎을 두었고, 아래에는 덩굴무늬를 새겼다.
몸통과 받침대는 따로따로 만들어 연결 시킨 것으로, 연결 부위에는 작은 반원 모양의 받침장식이 있다. 몸통 전체에는 무늬를 먼저 새기고, 무늬마다 은을 입혀 넣는 은입사 방법을 사용하여, 화려한 고려시대 향로의 모습을 보여주고 있다.
특히 고려 후기에 나타나는 양식적 특징을 가지고 있어, 불교 금속 공예 연구에 중요한 자료가 되고 있다.

## 같이 보기
- 마곡사

## 참고 자료
- 마곡사동제은입사향로 - 국가유산청 국가유산포털